# Ноћ (албум)
Ноћ је први студиски албум бенда Крсташи (данас Адам) издат 2016. године за музичку кућу Metropolis Records.

## Продукција
Албум Ноћ је сниман у студио Кварт у Земуну. Сниматељи и продуценти албума су Иван Николић Цоки и Зоран Тимотијевић Зокс. На албуму се налазе 9 песама. За песму Погледај ме је снимљен спот у режији Небојше Симеуновића Сабљара. Метрополис рекордс

## Списак песама
| №  | Назив                      | Трајање |  |
| 1. | Ноћ                        | 3:34    |  |
| 2. | Последњи дан               | 5:25    |  |
| 3. | Ја желим                   | 2:34    |  |
| 4. | Мој град                   | 2:43    |  |
| 5. | Никад не смеш да одустанеш | 2:40    |  |
| 6. | Под кишом                  | 3:19    |  |
| 7. | Погледај ме                | 4:48    |  |
| 8. | Недостајеш ми              | 3:55    |  |
| 9. | Сан                        | 4:24    |  |

### Музичари
- Милан Марковић – гитаре, (песме: 1, 2, 3, 4, 5, 6, 7, 8, 9)
- Страхиња Ђорђевић – бубњеви, вокали, (песме: 1, 2, 3, 4, 5, 6, 7, 8, 9)
- Владимир Крунић – вокали, (песме: 1, 2, 3, 4, 5, 6, 7, 8, 9)
- Милан Рале Ракоњац – бас гитаре, (песме: 1, 2, 3, 4, 5, 6, 7, 8, 9)[2]